# Julien Le Roy

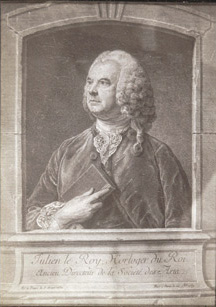
Julien Le Roy

Julien Le Roy (* 1686 in Tours; † 1759 in Paris) war ein französischer Uhrmacher.

## Leben
Im Alter von dreizehn Jahren baute Le Roy seine erste Großuhr. Im gleichen Jahr (1699) zog er nach Paris, um dort in die Lehre zu gehen. Im Jahr 1713 erwarb er seinen Meistertitel und in den folgenden Jahren wurde er zum juré der Pariser Gilde der Uhrmacher. Danach wurde Le Roy zum Direktor der Société des Arts de Genève und 1739 wurde er zum Hofuhrmacher (franz. Horloger Ordinaire du Roi) unter Ludwig XV. ernannt. Le Roy betrieb seine Werkstatt in der Rue de Harlay auf der Île de la Cité von Paris bis zu seinem Tod.
Beispiele seiner Uhren finden sich in verschiedenen Museen der Welt, z. B. im Louvre und im Victoria and Albert Museum.
Sein Sohn Pierre Le Roy führte die Werkstatt fort, erfand die justierbaren Masseschrauben am Unruhreif und wurde ebenfalls königlicher Hofuhrmacher. Ein weiterer Sohn, Julien-David Le Roy, war ein klassizistischer Architekt und Archäologe sowie Autor von Ruines des plus beaux monuments de la Grèce (1758), Histoire de la disposition et des formes que les chrétiens ont données à leurs temples (1764) und la Marine des anciens peuples expliquées, etc. (1777). Die beiden übrigen Söhne waren Jean-Baptiste (ab 1751 staatlicher Geometer der Pariser Akademie) und Charles Le Roy (Arzt), die beide für die Encyclopédie ou Dictionnaire raisonné des sciences, des arts et des métiers von Denis Diderot und Jean-Baptiste le Rond d’Alembert Artikel verfassten.